# たいめいけん
たいめいけんは、東京都中央区日本橋室町にある洋食レストランなどを手掛ける企業である。

## 歴史
- 1931年（昭和6年）- 現在の東京都中央区新川にて茂出木心護が「泰明軒」の名で創業。茂出木心護は明治学院中等部を中退後、1927年（昭和2年）に現在の東京都の京橋にあった「西支御料理処 泰明軒」にて修業し、屋号を貰い受け独立した[1]。
- 1948年（昭和23年）- 中央区日本橋に移転し、たいめいけんに改称。
- 1951年（昭和26年）2月13日 - 株式会社たいめいけん設立。
- 1960年（昭和35年）- 電話による無料料理相談「お料理110番」を開始[注 1]。現在に至るまで続けられている。
- 1973年（昭和48年）- 6階建のビルが竣工。
- 1977年（昭和52年）- 館内に「凧の博物館」が開館。
- 1978年（昭和53年）- 茂出木心護の死去に伴い、長男の茂出木雅章が代表に就任。
- 2001年（平成13年）- 日本橋三越の地下に惣菜販売店 「デリカテッセン・ヒロ」を開店。
- 2010年（平成22年）- 「エキュート上野」（JR東日本上野駅構内）に「洋食や 三代目 たいめいけん」を出すなど、関連店舗も見られる[3][注 2]。
- 2017年（平成29年）
  - 3月25日 - 富山県美術館内に「日本橋たいめいけん 富山店」開店（2020年8月30日閉店）。地方初出店となる。
  - 4月7日 - JRゲートタワー内に「日本橋三代目たいめいけん」開店。
- 2020年（令和2年）
  - 9月14日 - ららぽーと愛知東郷内に「洋食や 三代目たいめいけん」開店。
  - 10月19日 - たいめいけんビルが地区再開発により取り壊されることに伴い、本店が一時閉店[4]。また、「凧の博物館」も一時閉館し、2020年11月1日に日本橋室町へ仮移転した。
- 2021年（令和3年）4月29日 - 日本橋室町の新店舗にて営業再開[5]。

## 主なメニュー

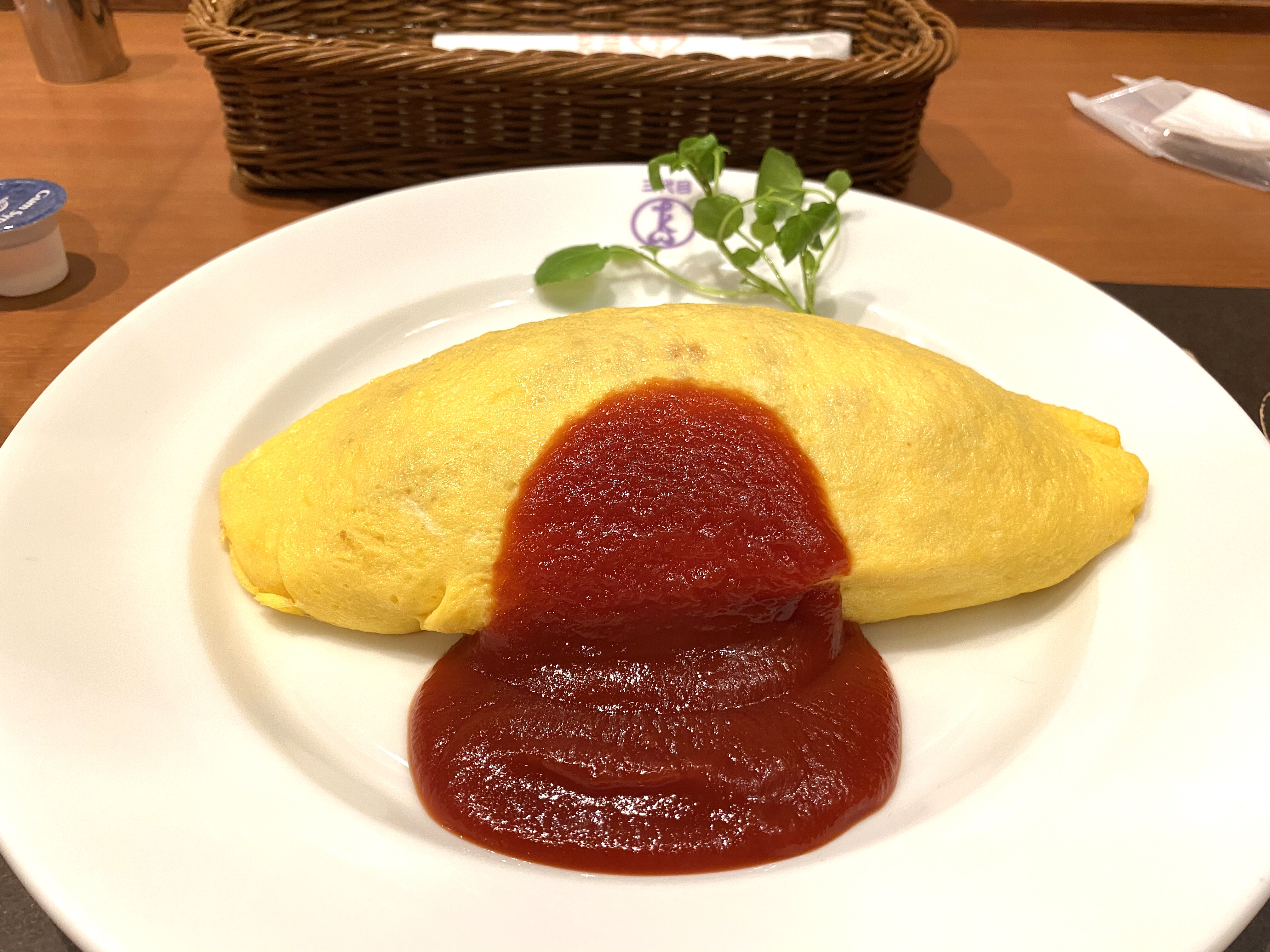
たいめいけんのオムライス

- タンポポオムライス - チキンライスにオムレツを載せたもの。伊丹十三監督の『タンポポ』に由来。期間限定でJAL国際線（欧米路線）エコノミークラスの2食目で『JAL・AIR三代目たいめいけん』として提供した。
- オムライス
- ハヤシライス
- ロースカツ
- ハンバーグステーキ
- スパゲティーナポリタン
- コールスロー
- ボルシチ
- グラタン
- ポテトコロッケ
- ラーメン（これは創業者が修業していた『「西支御料理処」泰明軒』が洋食メニューのみならず、中華料理も出していた事に由来する。）

1931年（昭和6年）に暖簾分けしてもらってからも出し続けているメニュー。

## 凧の博物館
「凧の博物館」は、たいめいけんビルの5階にある日本をはじめ世界各地の凧を3,000件近く展示している博物館である。創業者の茂出木心護の趣味が高じ、各地で集めた凧を展示している。また「日本の凧の会」という組織を1969年（昭和44年）に発足し、同ビル内に事務局があった。会員数は約1,300人。会長は現・たいめいけん代表である茂出木雅章であり、凧に関する啓発活動や凧の作製教室などを行っている。事務所もたいめいけんの移転に伴い、日本橋室町に移転した。

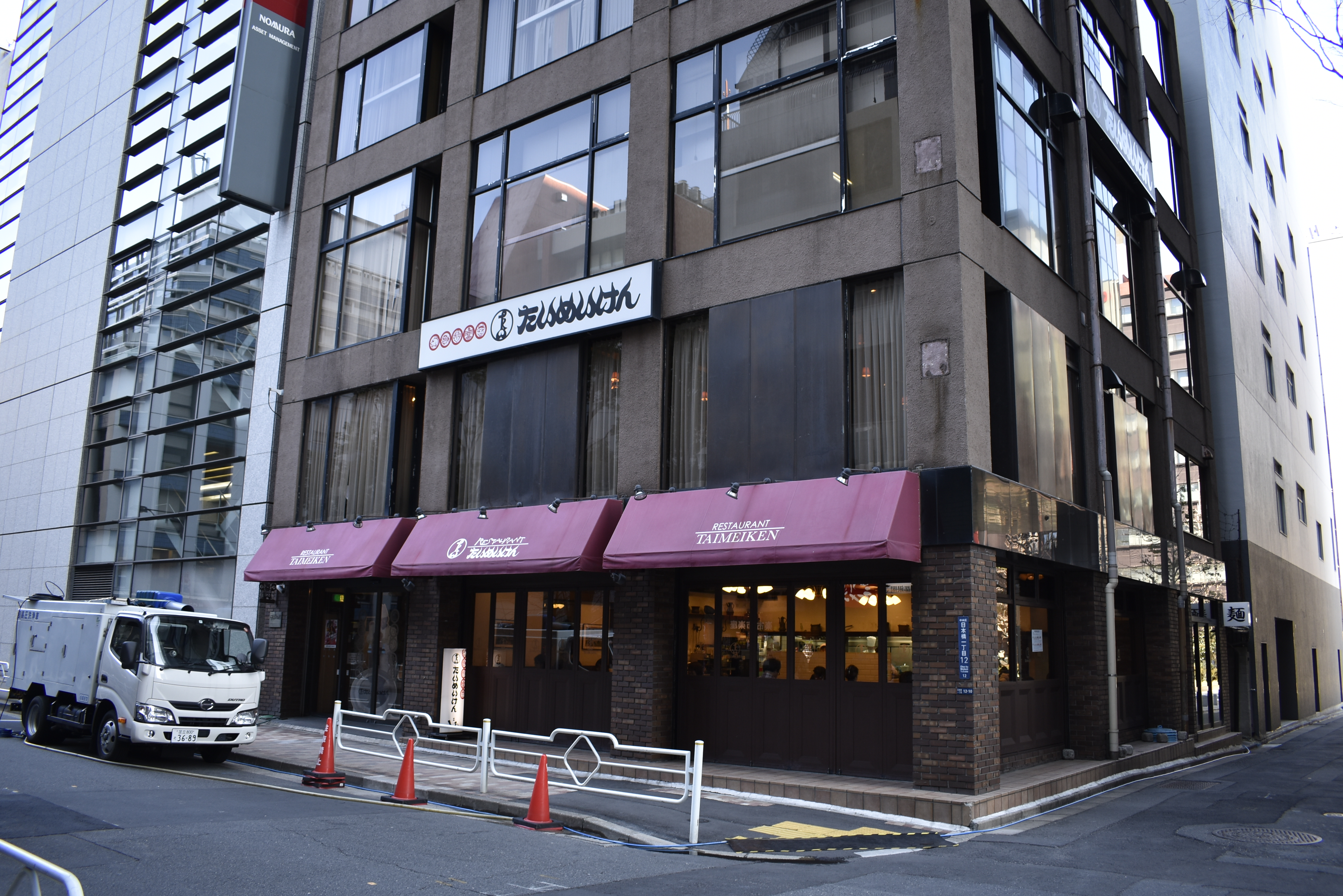
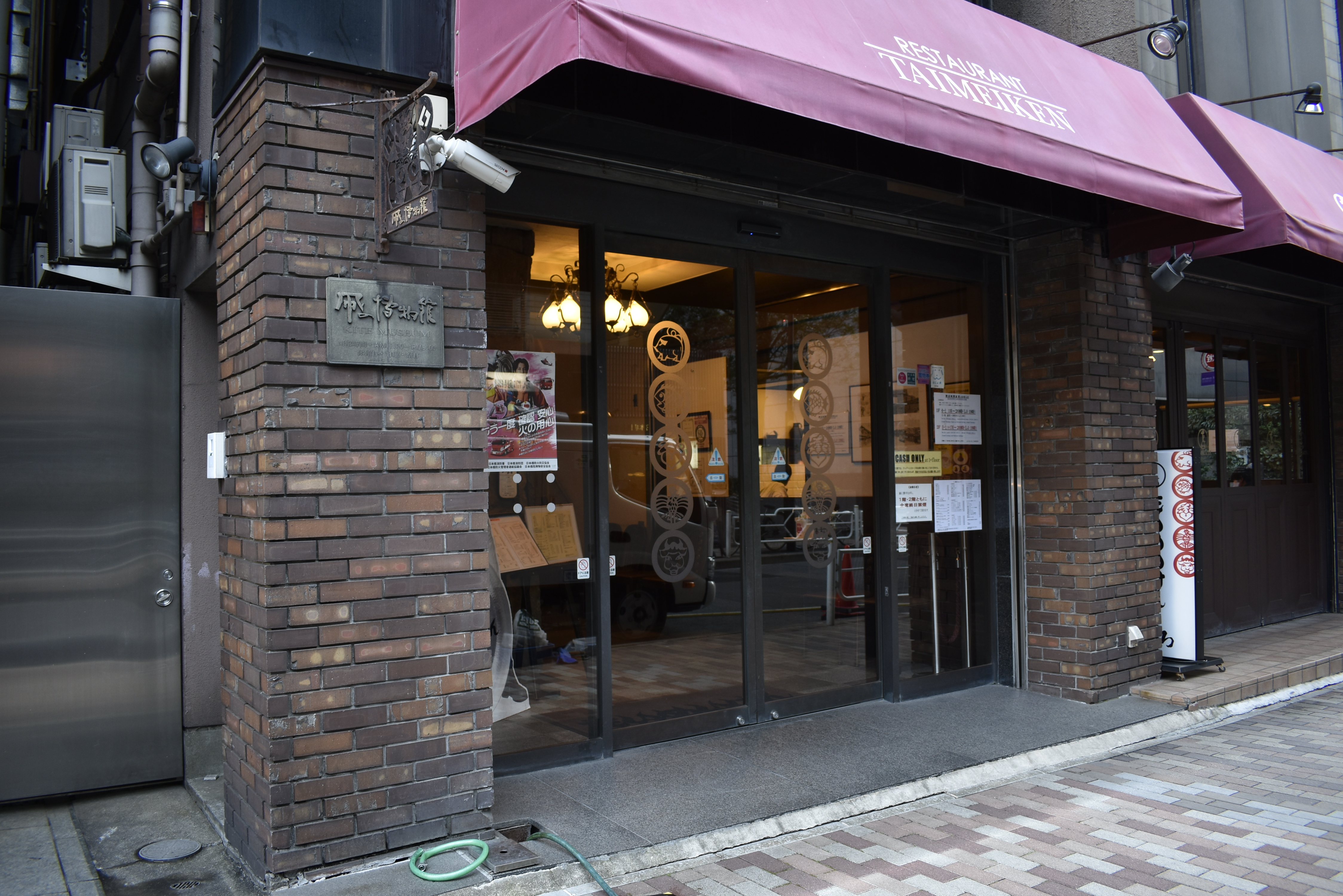
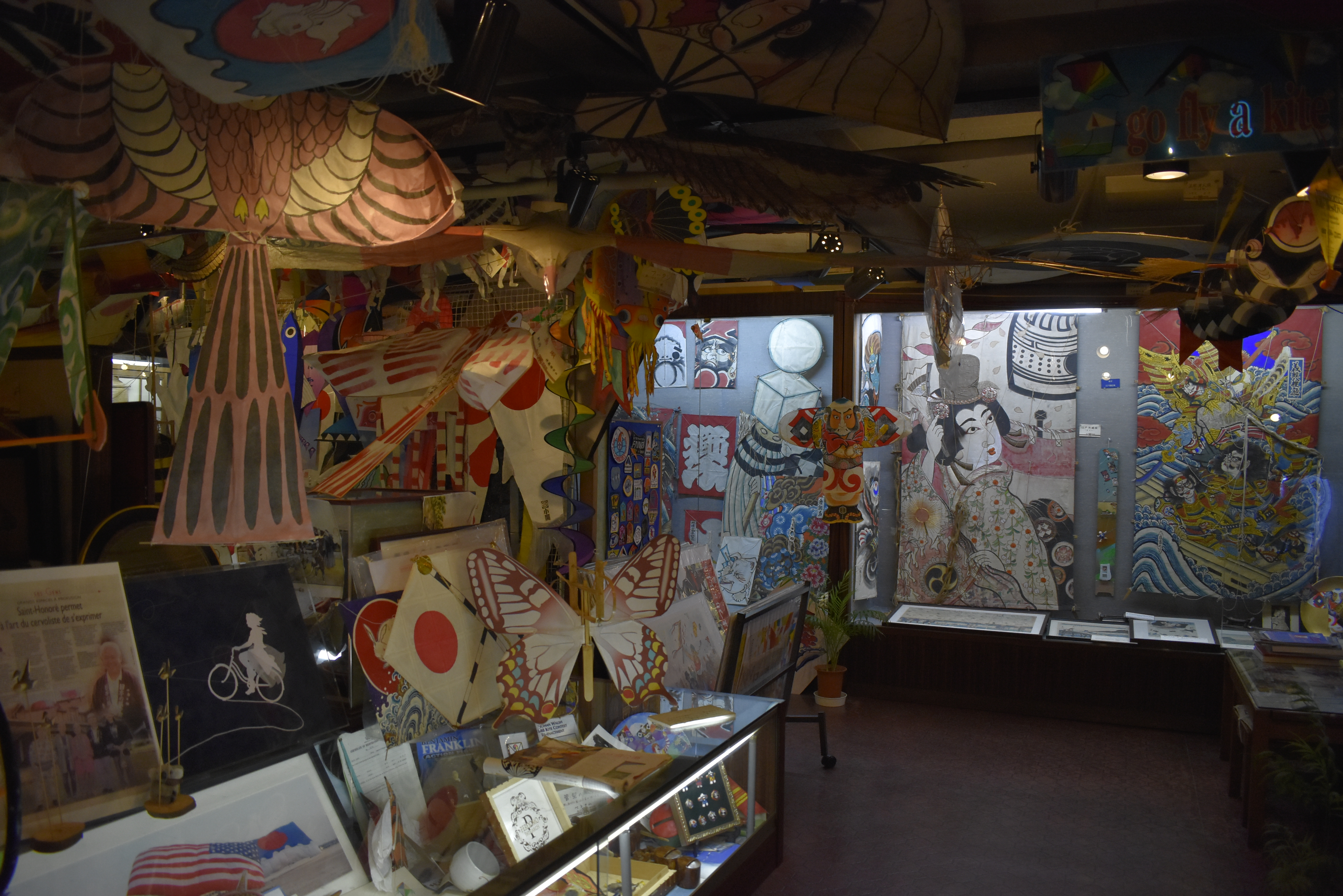

## テレビ等
- 一軒家まるごと壊す！★洋食老舗「日本橋たいめいけん」解体…お宝も出たぞSP（2020年12月30日、テレビ東京）

解体に至る経緯と営業最終日の様子、解体のその後が紹介された